# Fountainea nobilis
Espèce
Fountainea nobilis  est un insecte lépidoptère de la famille des Nymphalidae et de la sous-famille des Charaxinae et du genre Fountainea.

## Dénomination
Fountainea nobilis a été décrit par Henry Walter Bates en 1864 sous le nom initial de Paphia nobilis.
Synonyme : Anaea nobilis ; Godman & Salvin, [1884].

### Noms vernaculaires
Fountainea ryphe se nomme Noble Leafwing en anglais.

### Sous-espèces
- Fountainea nobilis nobilis; présent au Guatemala
- Fountainea nobilis caudata (Röber, 1916); présent au Pérou
- Fountainea nobilis pacifica (Vélez & Salazar, 1991); présent en Colombie.
- Fountainea nobilis peralta (Hall, 1929); présent au Costa Rica et à Panama.
- Fountainea nobilis rayoensis (Maza & Díaz, 1978); Présent au Mexique.
- Fountainea nobilis romeroi (Descimon, 1988); présent au Venezuela.
- Fountainea nobilis titan (C. & R. Felder, [1867]); présent au Costa Rica, en Colombie et au Pérou[1].

## Description
Fountainea nobilis  est un papillon aux ailes antérieures à bord costal bossu, apex anguleux et bord externe presque droit.
Le dessus est de couleur orange cuivré, Fountainea nobilis peraltaest rouge pourpre.
Le revers est beige foncé et mime une feuille morte.

## Écologie et distribution
Fountainea nobilis  est présent au Mexique, au Costa Rica, à Panama, en Colombie, au Venezuela et au Pérou.

### Protection
Pas de statut de protection particulier.